# Нью-Уинсор (Нью-Йорк)
Нью-Уинсор (англ. New Windsor) — город (англ. town) в США, в округе Ориндж штата Нью-Йорк. Население — 25 244 человек (2010).

## История
Изначально этот регион был населён народом манси (Munsee), входившим в конфедерацию ленапе. Первыми европейскими поселенцами были колонисты из Шотландии, прибывшие в 1685 году.
Нью-Уинсор был основан Генеральной Ассамблеей Нью-Йорка 5 апреля 1763 года.
Название города происходит от английского Виндзора, с добавлением префикса  New . Кем присуждено название не установлено, но впервые такое название появляется в 1728 году в записях лондонского «Общества распространения Евангелия за рубежом».

## География
По данным Бюро переписи населения США, город имеет общую площадь 37,0 квадратных миль (95,9 км 2). 34,8 квадратных миль (90,1 км 2) из них — суша и 2 квадратных мили (5,2 км 2) (6,03 %) — водоёмы.
Восточная окраина города, ограниченная рекой Гудзон, является границей округа Датчесс, штат Нью-Йорк. Часть северной городской границы граничит с городом Ньюберг. Остальная часть северной городской линии проходит с городами Ньюберг и Монтгомери.
Шоссе 87 — межштатная магистраль Нью-Йорка, является главной автомагистралью с севера на юг. Шоссе NY-207 — это автомагистраль штата с востока на запад.

## Демография
| Год переписи                     | Нас.  |       | %±     |
| -------------------------------- | ----- | ----- | ------ |
| 1790                             | 1819  |       | —      |
| 1800                             | 2001  |       | 10%    |
| 1810                             | 2331  |       | 16,5%  |
| 1820                             | 2425  |       | 4%     |
| 1830                             | 2310  |       | −4,7%  |
| 1840                             | 2482  |       | 7,4%   |
| 1850                             | 2457  |       | −1%    |
| 1860                             | 2452  |       | −0,2%  |
| 1870                             | 2482  |       | 1,2%   |
| 1880                             | 2576  |       | 3,8%   |
| 1890                             | 2621  |       | 1,7%   |
| 1900                             | 2392  |       | −8,7%  |
| 1910                             | 2667  |       | 11,5%  |
| 1920                             | 2984  |       | 11,9%  |
| 1930                             | 3126  |       | 4,8%   |
| 1940                             | 3765  |       | 20,4%  |
| 1950                             | 5100  |       | 35,5%  |
| 1960                             | 11908 |       | 133,5% |
| 1970                             | 16650 |       | 39,8%  |
| 1980                             | 19534 |       | 17,3%  |
| 1990                             | 22937 |       | 17,4%  |
| 2000                             | 27568 |       | 20,2%  |
| 2010                             | 25244 |       | −8,4%  |
| 2016                             | 27272 | [ 2 ] | 8%     |
| 1790–2016 Перепись населения США |       |       |        |

Согласно переписи 2010 года, в городе проживало 25 244 человек в 9291 домохозяйстве в составе 6576 семей.
Расовый состав населения:
| - 74,7 % — белых - 11,5 % — чёрных или афроамериканцы - 3,5 % — азиатов - 0,2 % — коренных американцев - 6,5 % — других рас |

К двум или более рас принадлежало 3,6 %. Доля испаноязычных составляла 19,5 % от всех жителей.
По возрастным диапазоном населения распределялось следующим образом: 24,3 % — лица моложе 18 лет, 63,1 % — лица в возрасте 18-64 лет, 12,6 % — лица в возрасте 65 лет и старше. Медиана возраста жителя составила 39,2 года. На 100 лиц женского пола в городе приходилось 95,4 мужчин; на 100 женщин в возрасте от 18 лет и старше — 92,0 мужчин также старше 18 лет.
Средний доход на одно домашнее хозяйство составил 95 169 долларов США (медиана — 77 210), а средний доход на одну семью — 113 189 долларов (медиана — 93 325). Медиана доходов составляла 51 983 доллара для мужчин и 51 554 доллара для женщин. За чертой бедности находилось 4,6 % лиц, в том числе 3,9 % детей в возрасте до 18 лет и 7,7 % лиц в возрасте 65 лет и старше.
Гражданское трудоустроеное население составляло 13586 человек. Основные области занятости: образование, здравоохранение и социальная помощь — 26,4 %, розничная торговля — 14,1 %, транспорт — 9,6 %, публичная администрация — 7,9 %.